# Rhinophrynus dorsalis
El sapo excavador mexicano, también conocido como poche, rana boquita, sapo borracho, sapo de madriguera, sapo moi, uo, uo much (en maya yucateco), sapo cavador, sapo mexicano de madriguera (Rhinophrynus dorsalis), también conocido como sapo nango en Chiapas, México, es una especie de anfibio anuro de la familia Rhinophrynidae. Mide entre 6 y 6.5 cm de longitud hocico-cloaca, la hembra es substancialmente más grande. Cuerpo globoso y flácido cubierto por piel suelta. Cabeza pequeña y aguzada; hocico truncado y cubierto con tubérculos sensoriales; ojos muy pequeños. No se distingue el cuello de la cabeza y sin tímpano visible. Extremidades cortas, robustas y musculosas. Cada pie con sólo cuatro dedos apenas palmeados. Superficie dorsal café oscuro o casi negro, con puntos dispersos y manchas en amarillo, amarillo naranja o naranja rojizo, especialmente a los lados. Una línea vertebral clara se extiende desde la cabeza hasta por arriba de la cloaca. Vientre café oscuro, azul púrpura o gris. Habita desde Texas hasta Costa Rica distribuyéndose bien en tierras bajas; por la vertiente del Atlántico desde el Sur de Texas hasta Guatemala y por la vertiente del Pacífico desde Guerrero hasta Costa Rica. De hábitos fosoriales, prefiere hábitats tropicales y subtropicales con estaciones de lluvia y secas bien marcadas. Se le encuentra en lugares con vegetación densa, principalmente pastizales, campos de cultivo, zanjas, aguadas y áreas abiertas durante periodos de lluvia fuerte; el resto de la temporada se entierra en el fango (3 a 5 cm o más). Así, pasa la mayor parte de su vida bajo tierra, saliendo a aparearse en la estación lluviosa. Prefiere clima cálido a muy cálido, húmedo y subhúmedo; semicálido húmedo, y cálido y semicálido árido. La NOM-059-SEMARNAT-2010 considera a la especie como sujeta a protección especial; la UICN2019-1 de preocupación menor. Los principales factores que amenazan su permanencia son la fragmentación y pérdida de su hábitat por cambio de uso de suelo, el desarrollo urbano y la transformación de espacios naturales en caminos, potreros y áreas de cultivo. La pérdida y contaminación de cuerpos de agua son posibles elementos que afectan más directamente a sus poblaciones. Forma parte de la dieta de la población entre los indígenas lacandones. Es considerado el grupo hermano del clado Pipidae.

## Evolución
Es el único miembro vivo de la familia Rhinophrynidae.
Los científicos creen que esta especie, ha evolucionado independiente desde hace más de 190 millones de año. El murciélago, oso polar, canguro, cachalotes y las personas tienen más en común entre sí, que Rhinophrynus dorsalis y los otros anfibios su familia.

## Descripción general y características
Es de tamaño moderadamente grande, entre 5 y 9 cm de longitud. Cabeza pequeña y triangular. Ojos pequeños. Cuerpo oval con extremidades cortas y envueltas en sus bases por pliegues corporales. La piel parece suelta y flácida, relativamente lisa cubierta con pústulas muy separadas. Brazos cortos. Su boca está cubierta con tubérculos sensoriales.
La boca es pequeña y rodeada de almohadillas amortiguadoras. La electromicrofotografía reveló que cada célula alrededor de la boca del sapo, está armada con una punta de queratina, lo que probablemente protege la boca cuando el animal se empuja hacia adelante a través del suelo.

### Color
Dorso gris oscuro, café marrón a café oscuro, con manchas de amarillo pálido a naranja y usualmente con una raya vertebral del mismo color que las manchas. La superficie de la cabeza y extremidades son más claras que el dorso. Vientre uniformemente gris.

### Renacuajo
Los renacuajos de esta especie, generalmente presentan barbas. Son relativamente grande, de natación rápida, y con una amplia cola. La boca es terminal, sin pico y dentículos.

## Distribución
R. dorsalis se encuentra desde Texas, Estados Unidos a Costa Rica. En México se distribuye en las dos costas: en el Pacífico desde la desembocadura del río Balsas en Guerrero hasta la frontera con Guatemala en Chiapas; en el Atlántico, desde el río Bravo (frontera de Texas) al sur a lo largo de las tierras bajas del golfo de México a través de la península de Yucatán hasta Guatemala y Belice. Con una distribución altitudinal desde el nivel del mar hasta los 500 m.

## Comportamiento
En la tierra, los sapos caminan de manera común, con las patas separadas a los lados. Parecen algo torpes con sus estómagos casi tocando el suelo, pero cuando se les molesta pueden saltar en forma ágil y a pesar de su constitución, brincan 15 cm. o más.
Es fosorial y cava hacia atrás en espiral hacia abajo, por medio de grandes tubérculos queratinizados localizados en cada "hallux" y en los metatarsos adyacentes. Pueden cavar con las patas en forma alternativa o simultánea. Estos sapos han sido localizados de 7 a 15 cm. debajo de la superficie durante la estación lluviosa, pero es probable que lleguen a una mayor profundidad durante la estación seca, cuando se encuentran con frecuencia debajo de las bases de los postes de cerca. El sapo construye una pequeña cámara subterránea más o menos redonda. Dentro de la cámara infla su cuerpo y se aprieta tan estrechamente, que no puede ser desalojado a menos de que una pared de la cámara sea completamente removida. No forman un capullo.
Se desconoce cuánto tiempo ocupa una cámara, pero en la estación lluviosa, puede ser tan poco como un día, donde los individuos salen de noche, probablemente a alimentarse. Se conoce de otros individuos que ocupan las madrigueras hasta por un mes antes de trasladarse.
Los sapos que emergen, después de haber pasado varios días en las madrigueras, con frecuencia liberan varios milímetros de orina en el momento de ser extraídos. Frotan sus cuerpos en la orina para humedecer por lo menos su superficie ventral y a veces otras partes del cuerpo. Se ponen alerta y activos una vez fuera de la madriguera.
Los sapos cuando se entierran, se secan en forma rápida (aunque el suelo se encuentre húmedo). Cuando se saca un sapo o cuando ellos salen a la superficie tienen la piel totalmente seca. La piel es altamente glandular y secreta gran cantidad de una sustancia blanca y pegajosa cuando se le molesta. Esta secreción puede servir como un mecanismo de defensa, porque se nota que causa una leve reacción alérgica.

## Reproducción
Es posible escuchar a los machos emitir un fuerte sonido como uooooooo. Este canto es muy particular y se puede escuchar a grandes distancias, por esta razón el nombre maya para esta especie es “uo”.
La reproducción es altamente sincronizada y parece coincidir con la primera lluvia de la temporada lo suficientemente fuerte como para llenar las charcas, donde se reproduce. Las charcas que usan, por lo general se llenan a finales de mayo o principios de junio, permanecen así durante la estación lluviosa, aunque los sapos solo se reproducen una vez a fines de mayo o comienzos de junio. Todos los renacuajos ya han sufrido metamorfosis hacia fines de julio.
En ocasiones la población se divide y cada parte se reproduce una vez según las lluvias fuertes, a intervalos de unos pocos días o hasta de unas pocas semanas. Aunque, generalmente la reproducción ocurre solo una vez en la población, algunos individuos comienzan la actividad con las primeras lluvias fuertes. La mayoría de ellos se mueven hacia las charcas de reproducción, donde se entierran de nuevo hasta que las condiciones sean apropiadas para la reproducción. Anticipando esto se puede escuchar a los machos cantando desde su cámara durante las tardes de lluvia fuerte. Cuando llega la noche apropiada para la reproducción, los individuos se mueven en forma rápida hacia las charcas. Con frecuencia, los machos empiezan a llamar desde tierra conforme se aproximan a la charca. Por lo general, entran en forma inmediata en el agua y se sientan, medio sumergidos, cantando o inflando sus cuerpos. También pueden cantar mientras flotan como globos en las partes más profundas de la charca, con las patas estiradas. El canto es sumamente alto y se describe mejor como un grito alargado con una inflexión ascendente hacia el final. En esta especie los cantos de grandes coros de individuos son ensordecedores y pueden oírse por varios kilómetros.
La mayor parte de los machos se aproximan solos a la charca temprano en la noche. Hacia las 9:30 p. m., hasta un 80% de los sapos que se han aproximado a la charca ya están en el amplexo, y las hembras cargan a los machos en sus espaldas. El amplexo es pélvico y tanto el macho como la hembra se sumergen para poner los huevos durante este tiempo, estos son expulsados uno por uno, pero con seis o doce continuos en una sucesión rápida, pronto se hunden hasta el fondo. Inicialmente separados, los huevos pronto se tornan pegajosos en la superficie y se adhieren unos a otros para formar grupos. El tamaño de la nidada es variable, puede ser de 2 a 8000 huevos.
Los huevos eclosionan después de varios días, liberando larvas anchas y planas. Su característica más notoria es la boca ancha en forma de hendidura, que se extiende en el frente de la cabeza y está bordeada por una serie de barbillas. Son negruzcas en la parte superior y gris iridiscente ventralmente. Los renacuajos se reúnen dentro de la charca en cardúmenes de tamaños variables desde unos 10 cm de diámetro a más de un metro de ancho. El espaciamiento y el movimiento de los miembros dentro del cardumen varían en forma considerable. En algunos, los renacuajos tienen un arreglo regular y se mueven juntos de manera coordinada, en otros siguiendo una ruta circular y hacia abajo en el centro y hacia arriba en la periferia.

## Alimentación
El sapo cavador está especializado en consumir hormigas, presentando una lengua adaptada a dicha dieta y careciendo de dientes. Se alimentan en la noche de gran variedad de insectos, sobre todo de hormigas y termitas.
Entre las ranas, que son únicos en tener su lengua adjunta a la parte posterior de la boca (como los mamíferos), ya que en los demás anuros, la lengua se adjunta en la punta de la boca, y a la vuelta hacia adelante y al revés, cuando la usa para cazar.
Los renacuajos son filtradores de algas y detritos del agua. Asimismo, en condiciones de alta densidad pueden ser caníbales.

## Hábitat
Es muy común en los bosques secos tropicales con marcadas diferencias entre las estaciones seca y lluviosa. Se le encuentra en los bosques, pero durante los periodos de lluvias fuertes, habita con más frecuencia en los potreros, los campos cultivados, los desagües a la orilla de los caminos y en otras áreas abiertas.

## Distribución geográfica
Se encuentra desde estado de Michoacán (México) y el extremo sur de Texas (EE. UU.) a lo largo de las planicies costeras hasta el noroeste de Honduras sobre la Vertiente Caribe, y hasta Costa Rica sobre la Vertiente Pacífica. También en el Valle del río Grijalva y costa de Chiapas (México).

## Causas de disminución
Degradación del hábitat.

## Como fuente de alimento
Los pobladores de algunas comunidades de la Lacandonia tienen la creencia de que estos sapos caen del cielo con los rayos que anuncian la llegada de la lluvia. Cuando comienzan las lluvias los lacandones buscan a estos sapos en las charcas o sitios inundables para comerlos, ya que los consideran un manjar. Lo curioso es que los lacandones pueden recolectar una gran cantidad de sapos en costales y, por su adaptación para vivir enterrado durante largas temporadas, los pueden guardar en cajas con tierra durante mucho tiempo. Entonces cuando los lacandones tienen antojo de un caldo de “uo”, solo les basta con sacar algunos de la caja y cocinarlos.